# Барево (Јајце)
Барево је насељено место у Босни и Херцеговини, у општини Јајце. Административно припада Федерацији Босне и Херцеговине, односно њеном Средњобосанском кантону. Према попису становништва из 2013. у насељу је било 837 становника, а већинску популацију у насељу чинили су Бошњаци и Хрвати.

## Становништво
По последњем службеном попису становништва из 2013. године у насељу Барево живело је 837 становника, а село је било етнички хетерогено са већинском бошњачко-хрватском популацијом.
| Националност | 2013. | 1991.        | 1981.        | 1971.        |
| Бошњаци      | —     | 517 (31,99%) | 494 (32,02%) | 459 (32,62%) |
| Хрвати       | —     | 927 (57,36%) | 852 (55,22%) | 744 (52,88%) |
| Срби         | —     | 157 (9,71%)  | 164 (10,63%) | 200 (14,21%) |
| Југословени  | —     | 5 (0,30%)    | 17 (1,10%)   | 1 (0,07%)    |
| Црногорци    | —     | 0            | 1 (0,06%)    | 0            |
| Македонци    | —     | 0            | 1 (0,06%)    | 0            |
| остали       | —     | 10 (0,61%)   | 14 (0,90%)   | 3 (0,21%)    |
| Укупно       | 837   | 1.616        | 1.543        | 1.407        |